# Danny Fuchs
Pour les articles homonymes, voir Fuchs.
Danny Fuchs est un footballeur allemand, né le 25 février 1976 à Dessau en Allemagne. Il évoluait comme milieu offensif.

## Carrière

### Clubs
| Saison      | Club           | Pays         | Championnat         | Coupes nationales |
| ----------- | -------------- | ------------ | ------------------- | ----------------- |
| 2001 - 2002 | Karlsruher SC  | Bundesliga 2 | 30 matchs / 10 buts | 1 match / 2 buts  |
| 2002 - 2003 | Karlsruher SC  | Bundesliga 2 | 24 matchs / 1 but   | -                 |
| 2003 - 2004 | Greuther Fürth | Bundesliga 2 | 2 matchs            | -                 |
| 2004 - 2005 | Greuther Fürth | Bundesliga 2 | 9 matchs            | 1 match / 1 but   |
| 2005 - 2006 | Greuther Fürth | Bundesliga 2 | 28 matchs / 7 buts  | -                 |
| 2006 - 2007 | Greuther Fürth | Bundesliga 2 | 32 matchs / 7 buts  | 1 match           |
| 2007 - 2008 | VfL Bochum     | Bundesliga   | 17 matchs / 1 but   | 1 match           |
| 2008 - 2009 | VfL Bochum     | Bundesliga   | 1 match             | -                 |
| 2008 - 2009 | Kaiserslautern | Bundesliga 2 | 13 matchs / 1 but   | -                 |
| 2009 - 2010 | Kaiserslautern | Bundesliga 2 | 5 matchs            | -                 |
| 2010 - 2011 | Kaiserslautern | Bundesliga   | 1 match             | -                 |

## Palmarès
- FC Kaiserslautern
  - Vainqueur de la Bundesliga 2 en 2010.